# Gerrhoceras peruviana
Gerrhoceras peruviana är en tvåvingeart som beskrevs av Korytkowski 1976. Gerrhoceras peruviana ingår i släktet Gerrhoceras och familjen borrflugor.
Artens utbredningsområde är Peru. Inga underarter finns listade i Catalogue of Life.